# Okrug Spišská Nová Ves
Spišská Nová Ves je okrug u istočnoj Slovačkoj u  Košickom kraju, u okrugu živi 98 670 stanovnika, dok je gustoća naseljenosti 167,96 stan/km². Ukupna površina okruga je 587,45 km². Glavni grad okruga Spišská Nová Ves je istoimeni grad Spišská Nová Ves s 34 255 stanovnika.

## Stanovništvo
| Godina:     | 1994.  | 2004.   | 2014.   | 2024.   |
| ----------- | ------ | ------- | ------- | ------- |
| Broj ljudi: | 88 693 | 95 144  | 98 869  | 98 670  |
| Razlika:    |        | +7,27 % | +3,91 % | −0,20 % |

| Godina:     | 2023.  | 2024.   |
| ----------- | ------ | ------- |
| Broj ljudi: | 98 556 | 98 670  |
| Razlika:    |        | +0,11 % |

## Gradovi
- Krompachy
- Spišská Nová Ves
- Spišské Vlachy

## Općine
| - Arnutovce - Betlanovce - Bystrany - Danišovce - Harichovce - Hincovce - Hnilčík - Hnilec - Hrabušice - Chrasť nad Hornádom - Iliašovce | - Jamník - Kaľava - Kolinovce - Letanovce - Lieskovany - Markušovce - Matejovce nad Hornádom - Mlynky - Odorín - Olcnava - Oľšavka | - Poráč - Rudňany - Slatvina - Slovinky - Smižany - Spišské Tomášovce - Spišský Hrušov - Teplička - Vítkovce - Vojkovce - Žehra |